# Бланка Кастильская
Бла́нка Касти́льская, Бланш Касти́льская (фр. Blanche de Castille; 4 марта 1188, Паленсия, Кастилия — 27 ноября 1252, Мелён, Франция) — принцесса Кастильская, жена Людовика VIII и королева Франции. С 1226 по 1236 годы была регентшей при своём малолетнем сыне Людовике IX. В 1248—1252 годах управляла Францией ввиду отсутствия Людовика IX, вызванного его участием в седьмом крестовом походе.

## Биография
Дочь Альфонсо VIII Кастильского и Элеоноры Английской, сестра Энрике I и Беренгарии.
В 1896 году русский историк Пётр Алексеевич Конский, на страницах «Энциклопедического словаря Брокгауза и Ефрона», охарактеризовал Бланку Кастильскую следующими словами: «...женщина большого ума, выдающейся силы воли и чрезвычайно религиозная… По смерти мужа она сделалась регентшей и управляла с необыкновенным умом и ловкостью, укрепляя авторитет королевской власти и расширяя владения Франции».
После смерти Людовика Льва стала регентом при двенадцатилетнем сыне, будущем Людовике Святом. Подавила восстание баронов, желавших возрождения прежних вольностей. Одним из основных её союзников стал крупный феодал и поэт Тибо Шампанский, чьи любовные стихи, по всей видимости, посвящены именно Бланке. Их обвиняли в любовной связи, которая осталась недоказанной. После завершения альбигойских войн в качестве регента заключила Парижский мир 1229 года, по которому была присоединена часть Лангедока. Подавила восстание «Пастушков».
В последние годы жизни снова стала фактической правительницей государства, когда в 1248 году её сын Людовик Святой отправился в крестовый поход на Восток. Бланка управляла Францией в его отсутствие. Умерла от сердечной болезни в 1252 году, о чём Людовик узнал только через несколько месяцев и сильно горевал.

## Брак и дети
С 23 мая 1200 года была замужем за королём Франции Людовиком VIII. Имели 13 детей, из которых выжили семеро:
- - 1. Бланш (1205 — 1206)
  - 2. Агнес (1207 — в млад.)
  - 3. Филипп (9 сентября 1209 — июль 1218), женат с 1217 на Агнес, графине де Донзи;
  - 4. и 5. Близнецы Альфонс и Иоанн (род. и умерли 23 января 1213)
  - 6. Людовик IX Святой (1214 — 1270), король Франции;
  - 7. Робер I (1216 — 1250), граф Артуа, погиб в VII Крестовом походе у Эль-Мансура. Родоначальник дома Артуа, пресекшегося в 1472 году;
  - 8. Филипп (2 января 1218 — 1220)
  - 9. Жан Тристан (21 июля 1219 — 1232), граф Анжуйский и Мэнский;
  - 10. Альфонс (11 ноября 1220 — 21 августа 1271), граф Пуату и Оверни, по своей жене Жанне Тулузской последний граф Тулузы;
  - 11. Филипп Дагобер (20 февраля 1222 — 1232)
  - 12. Изабелла Французская (14 апреля 1225 — 23 февраля 1269), основательница аббатства Лоншан;
  - 13. Карл I Анжуйский (21 марта 1226 — 7 января 1285), граф Анжуйский и Мэнский, благодаря своему первому браку с Беатрисой Прованской стал в 1246 году графом Прованса. В 1266 году завоевал Сицилийское королевство, разбив его короля Манфреда. В результате Сицилийской вечерни (1282) потерял Сицилию, оставшись только королём Неаполя. Титулярный король Иерусалимский с 1278 года. Основатель необычайно разветвленного Анжу-Сицилийского дома.

## См.также
- Псалтирь Бланки Кастильской